# Sondre Brunstad Fet
Sondre Brunstad Fet (Ålesund, 1997. január 17. –) norvég labdarúgó, a Bodø/Glimt középpályása.

## Pályafutása
Sondre Brunstad Fet Ålesund városában született. Az ifjúsági karrierjét az ottani Sykkylven klubjánál kezdte, majd az Aalesundsnál nevelkedett tovább.
2014-ben csatlakozott az Aalesunds felnőtt csapatához. Először a 2014. augusztus 16-ai, Haugesund elleni meccsen debütált. Első gólját a 2016. augusztus 26-ai, Sarpsborg elleni 2–2-es döntetlennel zárult mérkőzésen lőtte. A 2019-es divisjon 1-es szezonban a csapatával megnyerte a bajnokságot, így feljutott az első osztályba. A 2020-ban az Bodø/Glimt klubjánál szerepelt mint kölcsönjátékos. A 2020-as szezon végén hároméves szerződést kötött a Bodø/Glimt csapatával.

## Statisztikák
2023. július 13. szerint
| Klub                    | Szezon   | Osztály     | Bajnokság | Bajnokság | Kupa  | Kupa | Nemzetközi | Nemzetközi | Összesen | Összesen |
| Klub                    | Szezon   | Osztály     | Meccs     | Gól       | Meccs | Gól  | Meccs      | Gól        | Meccs    | Gól      |
| ----------------------- | -------- | ----------- | --------- | --------- | ----- | ---- | ---------- | ---------- | -------- | -------- |
| Aalesunds               | 2014     | Tippeligaen | 1         | 0         | 1     | 0    | —          | —          | 2        | 0        |
| Aalesunds               | 2015     | Tippeligaen | 3         | 0         | 0     | 0    | —          | —          | 3        | 0        |
| Aalesunds               | 2016     | Tippeligaen | 16        | 2         | 3     | 1    | —          | —          | 19       | 3        |
| Aalesunds               | 2017     | Eliteserien | 26        | 0         | 3     | 1    | —          | —          | 29       | 1        |
| Aalesunds               | 2018     | OBOS-ligaen | 28        | 4         | 1     | 0    | —          | —          | 29       | 4        |
| Aalesunds               | 2019     | OBOS-ligaen | 17        | 2         | 3     | 1    | —          | —          | 20       | 3        |
| Aalesunds               | Összesen | Összesen    | 91        | 8         | 11    | 3    | 0          | 0          | 102      | 11       |
| Bodø/Glimt (kölcsönben) | 2020     | Eliteserien | 19        | 3         | 0     | 0    | 3          | 0          | 22       | 3        |
| Bodø/Glimt              | 2020     | Eliteserien | 7         | 2         | 0     | 0    | —          | —          | 7        | 2        |
| Bodø/Glimt              | 2021     | Eliteserien | 26        | 3         | 0     | 0    | 13         | 1          | 39       | 4        |
| Bodø/Glimt              | 2022     | Eliteserien | 1         | 0         | 1     | 0    | 0          | 0          | 2        | 0        |
| Bodø/Glimt              | 2023     | Eliteserien | 6         | 0         | 2     | 0    | 0          | 0          | 8        | 0        |
| Bodø/Glimt              | Összesen | Összesen    | 59        | 8         | 3     | 0    | 16         | 1          | 78       | 9        |
| Összesen                | Összesen | Összesen    | 150       | 16        | 14    | 3    | 16         | 1          | 180      | 20       |

## Sikerei, díjai
Bodø/Glimt
- Eliteserien
  - Bajnok (2): 2020, 2021
  - Ezüstérmes (1): 2022

Aalesunds
- OBOS-ligaen
  - Győztes (1): 2019